# Rear Assist
Rear Assist − asystent parkowania w samochodach
Opiera się na działaniu kamery cofania zintegrowanej z pokrywą bagażnika. Włączenie biegu wstecznego powoduje wyświetlenie na ekranie systemu radiowego lub radiowo-nawigacyjnego obrazu z kamery. Tryb pracy - w zależności od parkowania poprzecznego lub parkowania wzdłużnego, określa się za pomocą przycisków obsługi radia lub nawigacji. Po wyłączeniu biegu wstecznego, kamera cofania jeszcze przez kilka sekund pokazuje przestrzeń za samochodem. 
Asystent parkowania umożliwia wyświetlenie realnego obrazu za samochodem i pozwala na bezpieczne cofanie i precyzyjne parkowanie tyłem.